# Église Saint-Pierre d'Enchenberg
Pour les articles homonymes, voir église Saint-Pierre.
L'église Saint-Pierre se situe dans la commune française d'Enchenberg, dans le département de la Moselle.

## Histoire
Du point de vue du spirituel, Enchenberg, succursale de Siersthal pendant l'Ancien Régime, est érigé en paroisse en 1802 et fait partie depuis cette date de l'archiprêtré de Rohrbach-lès-Bitche.

### Édifice
Remplaçant une ancienne église ordinaire et en mauvais état, l'église paroissiale, dédiée à saint Pierre, est reconstruite à partir de 1861. Elle se situe de l'autre côté de la rue, presque en face de l'ancienne, sur des plans de l'architecte messin Claude Jacquemin. Agrandie du côté du chœur entre 1908 et 1911 par Ludwig Becker, architecte à Mayence, il s'agit d'un édifice néo-gothique de type basilical avec transept, demeuré très homogène en dépit de son agrandissement.
Une statue habillée de sainte Vérène, portant au revers la date 1734 et les dates de restauration 1774 et 1927, est portée chaque année, le 1er mai, jour du pèlerinage, de l'église paroissiale à la chapelle. Le peigne et le seau qu'elle porte (ou plus souvent les deux cruches), sont les instruments dont elle se servait pour soigner les pestiférés.
Conservées dans les archives paroissiales, un carton de vitrail représentant l'Annonciation, qui ne semble pas avoir été réalisé, porte la marque de la firme Mayer de Munich. Ce célèbre atelier d'art chrétien, fondé en 1845, l'un des tout premiers fabricants d'art religieux en série, a fourni de nombreuses statues et de vitraux pour les églises du Pays de Bitche, en dépit de la concurrence de plus en plus forte de la fabrique Champigneulle de Metz à partir de 1861 et de l'Institut catholique de Vaucouleurs quelques années plus tard.
Apparentée à plusieurs statues conservées dans les églises de Bettviller, Bining, Bitche, Rahling, Schmittviller, Siersthal et Breidenbach (celle-ci aujourd'hui conservée dans une collection privée), cette Vierge de l'Immaculée Conception de la seconde moitié du XVIIIe siècle, en tilleul polychrome et doré, repose sur un socle tripode orné de guirlandes de laurier tout à fait caractéristiques du décor des années 1770-1780. Le pied droit posé sur un croissant de lune, les mains jointes, la tête couverte d'un voile court rejeté en arrière, les yeux tournés vers le ciel, elle est vêtue d'un ample manteau retenu par un flot à la taille.

#### Le mobilier de l'église paroissiale[1]
- Le mobilier de la chapelle Sainte-Vérène[2].
- Verrières hagiographiques de la vie du Christ[3].
- Maître-autel[4].
- Autels[5].
- Statuettes[6].
- Chaire à prêcher[7].
- Confessionnal[8].
- Stalles[9].
- Statue du Christ en croix[10].
- Statue de saint François d'Assise[11].
- Statue de la Vierge de l'Immaculée Conception[12].
- Statue de sainte Vérène[13].

Statue de sainte Vérène.
- Banc de fidèles[15].
- Ensemble de 5 chandeliers[16].
- Paire de chandeliers[17].
- Ciboire[18].
- Ostensoir[19].
- L'orgue réutilisant des éléments Verschneider-Krempf[20],[21].